# FH
FH fou una marca catalana de furgonetes de petites dimensions, tipus microcotxe, fabricades per l'empresa Fábrica Hispano, SA a Barcelona entre 1956 i 1960. L'empresa tenia les oficines al número 246 de la Gran Via i els tallers al carrer d'Indíbil, ben a prop.
Inicialment, les furgonetes FH es varen vendre a organismes oficials, però més endavant la marca anà bastint una bona xarxa de vendes arreu de l'estat espanyol. Es calcula que se'n varen arribar a fabricar unes 350.

## Història

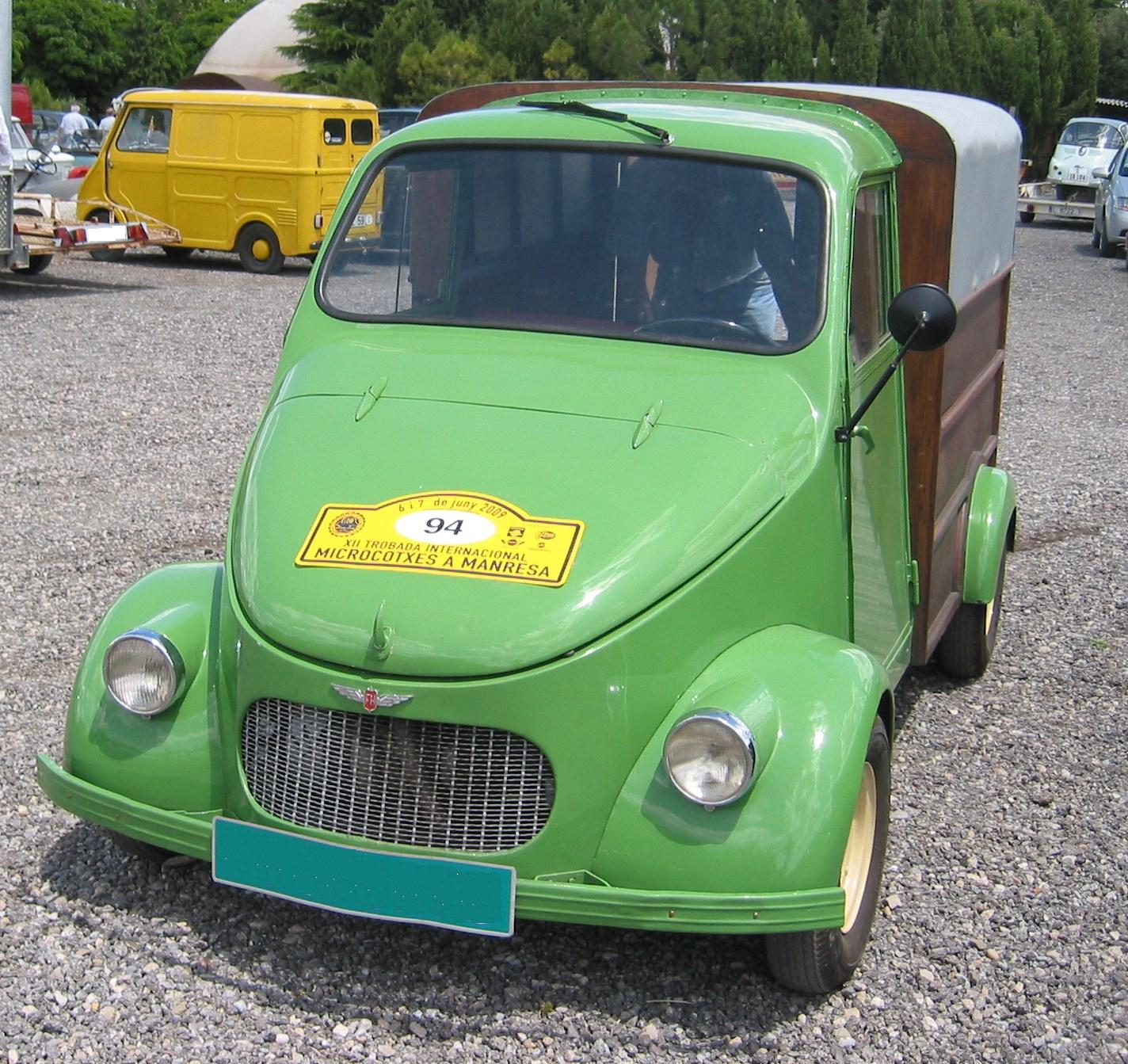
Furgoneta FH 2a Sèrie F2 197 de 1958

La Fábrica Hispano prenia el nom de la històrica Hispano Suiza, extinta el 1946, tot i que no hi tenia cap relació. Les seves furgonetes, equipades amb motors Hispano Villiers, eren vehicles de prestacions limitades però tot i així disposaven de refinaments tècnics com ara frens de disc a les quatre rodes, direcció de cremallera i suspensió anterior basada en l'Hispano Suiza A11. Els anys 1958 i 1959 se'n varen presentar nous models amb canvis a la carrosseria i a la mecànica, adoptant motors bicilíndrics de dos temps i 325 cc Hispano Villiers (el mateix model que feien servir les motos Rovena).
Hi va haver models FH tipus furgoneta i pick-up, anomenades F197 i F325 en funció del cubicatge del seu motor, 197 i 325 cc respectivament (la F325 també es va anomenar F5 atesa la seva capacitat de càrrega de 500 kg). En sortí també una versió "jardinera" o oberta (model J325) de quatre places. La marca va arribar a desenvolupar també un petit model de microcotxe.